# VfL Bochum (Frauenfußball)
Der VfL Bochum (offiziell: Verein für Leibesübungen Bochum 1848 Fußballgemeinschaft e. V.) ist ein Sportverein aus Bochum. Die Frauenfußballabteilung entstand am 1. Juli 2010 durch den Beitritt der Frauenfußballabteilung des TuS Harpen und der Übernahme der Spielrechte der SG Wattenscheid 09. Die erste Mannschaft spielt seit dem Aufstieg 2024 in der Zweiten Bundesliga. Sportliche Leiterin der Abteilung ist seit 2024 die ehemalige Nationalspielerin und Weltmeisterin von 2007 Annike Krahn. Aktuell verfügt die Abteilung über zwei Frauenmannschaften und drei Mädchenteams.

## Geschichte

### TuS Harpen
Der TuS Harpen wurde im Jahre 1908 als SpVg Harpen gegründet und musste im Jahre 1933 zwangsweise mit dem Turnverein Jahn Harpen zum TuS Harpen fusionieren. Im Jahre 1970 wurde erstmals eine Frauenmannschaft gemeldet, womit der Verein die älteste Frauenfußballabteilung in Bochum stellte. 1998 stieg die Mannschaft in die seinerzeit drittklassige Verbandsliga Westfalen auf. Zehn Jahre später gelang nach einem 1:1 bei Arminia Bielefeld der Aufstieg in die Regionalliga West.
Am 1. Juli 2008 begann eine Kooperation mit dem VfL Bochum. Mit zehn Punkten Rückstand auf den FFC Brauweiler Pulheim wurde Harpen in der Regionalligasaison 2008/09 Vizemeister. Ein Jahr später wurde die Mannschaft mit drei Punkten Rückstand auf Meister 1. FFC Recklinghausen Dritter. Der TuS Harpen brachte mit Annike Krahn und Petra Landers zwei deutsche und mit Fatma Kara eine türkische Nationalspielerin hervor. Tanja Schulte brachte es zur Trainerin in der Bundesliga. Im Februar 2010 wurde bekannt, dass der VfL Bochum die Frauenfußballabteilung des TuS Harpen zum 1. Juli 2010 übernehmen würde. Später meldete der TuS Harpen wieder eine Frauenmannschaft zur Bochumer Kreisliga.

### SG Wattenscheid 09
Die SG Wattenscheid 09 wurde am 9. August 1909 als BV 09 Wattenscheid gegründet und trägt seit 1945 den heutigen Namen. Die Frauenfußballabteilung wurde im Jahre 1973 gegründet und schaffte im Jahre 1994 den Aufstieg in die damals noch zweigleisige Bundesliga. Nach dem direkten Wiederabstieg wurde die Mannschaft zweimal in Folge Meister der Regionalliga West, verpasste aber den Wiederaufstieg. Im Jahre 2004 gehörten die Wattenscheiderinnen zu den Gründungsmitgliedern der 2. Bundesliga.
Drei Jahre später gelang der erneute Aufstieg in die Bundesliga. Trotz der Verpflichtung der Nationalspielerin Kerstin Stegemann blieb die Mannschaft durchgehend im Tabellenkeller und stieg schließlich als Letzter wieder ab. Zwei Jahre später stiegen die Wattenscheiderinnen auch aus der 2. Bundesliga ab. Zum Spiel bei Werder Bremen trat die Mannschaft nicht an. Die SG Wattenscheid gab am 9. April 2010 bekannt aus finanziellen Gründen die Frauenfußballabteilung zum 30. Juni 2010 aufzulösen. Die Frauenfußballabteilung des VfL Bochum übernahm die Spielrechte der SG Wattenscheid 09 und den Wattenscheider Spielerinnen wurde nahegelegt sich dem VfL Bochum anzuschließen.

### VfL Bochum 1848

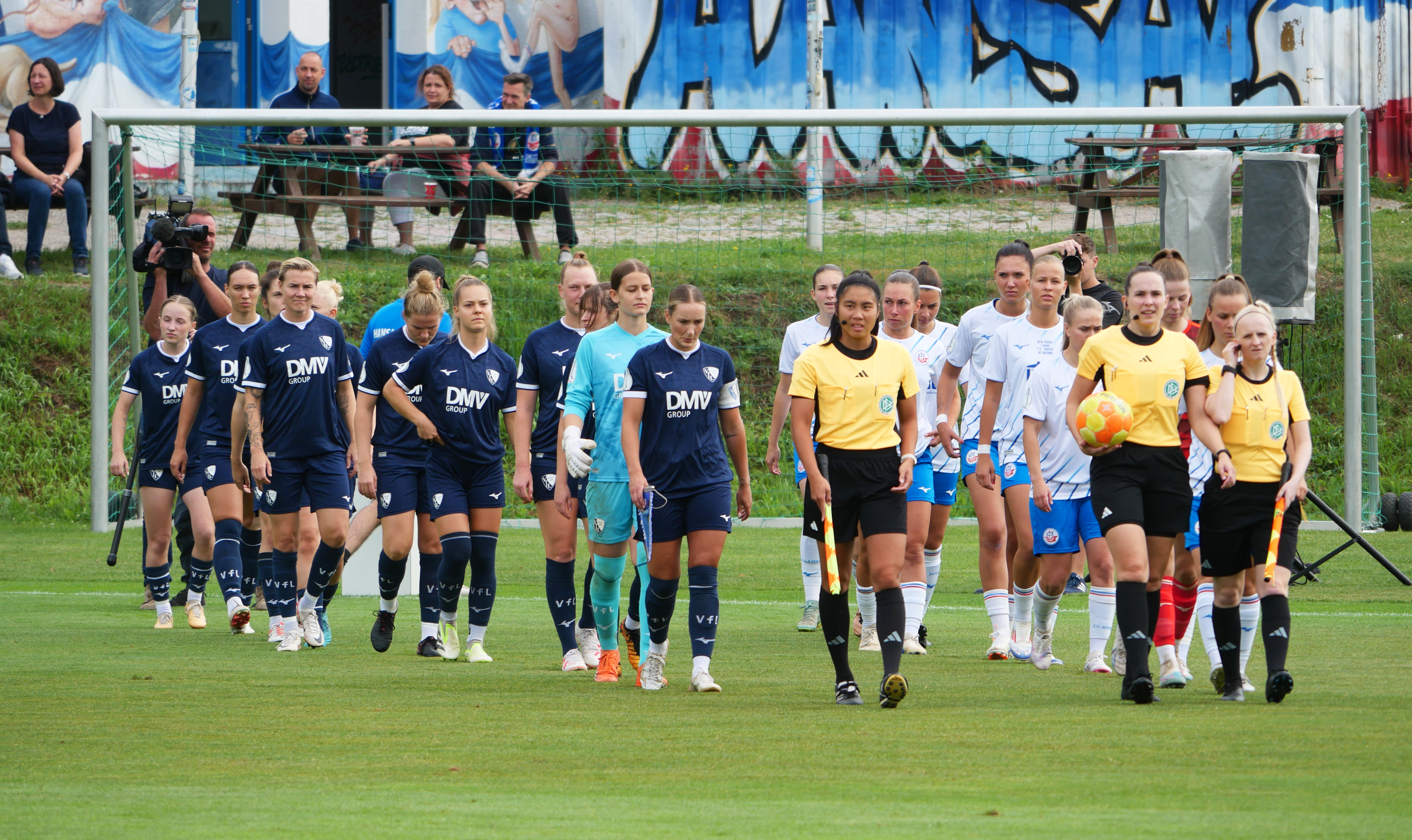
Die Startelf beim 10:0 gegen Rostock in der ersten Runde des DFB-Pokal 2024.

Unter dem Dach des VfL Bochum 1848 wurde die Mannschaft sowohl in der Saison 2010/11 als auch folgenden Saison Vizemeister der Regionalliga West hinter Borussia Mönchengladbach bzw. dem 1. FFC Recklinghausen. Erst 2013 wurden die Bochumerinnen mit 17 Punkten Vorsprung auf die zwischenzeitlich wieder abgestiegenen Mönchengladbacherinnen Meister und stiegen in die 2. Bundesliga auf. In der DFB-Pokalsaison 2013/14 erreichte die Mannschaft über die Stationen Karlsruher SC und SV 67 Weinberg das Achtelfinale, wo nach einer 1:3-Niederlage bei Werder Bremen das Aus folgte.
Am 1. Oktober 2014 verkündete der VfL Bochum 1848, dass man sich mit dem Ende der Saison 2014/15 von der Frauenfußballsparte trennen werde. Der Verein erhofft sich dadurch eine Einsparung in Höhe von jährlich 120.000 Euro. Dieser Schritt wurde von Seiten der VfL-Fans scharf kritisiert. Der Fanclub unserVfL.de erklärte in einem Offenen Brief, dass sich die Entscheidung des Vorstands „nicht mit den Werten des Vereins vereinbaren lassen“ und dass „soziale Verantwortung mit Füßen getreten wird“. Am 20. Oktober 2014 wurde auf einer außerordentlichen Mitgliederversammlung beschlossen, die Frauenfußballabteilung doch beizubehalten.
Allerdings zog der Verein die Mannschaft in die Regionalliga West zurück. Dort wurden die Bochumerinnen in der Saison 2017/18 Vizemeister hinter Borussia Bocholt. Seit dem 20. Juni 2018 hat die Abteilung eine Kooperation mit dem Verein FC Oerlikon Polizei Zürich aus der Schweiz, welche einen Trainer- und Spieleraustausch beinhaltet.
Nach mehreren Top 3-Platzierungen gab man 2023 als zukünftiges Ziel den Aufstieg in die Bundesliga an. 2024 konnte Bochum ohne Saisonniederlage in die 2. Bundesliga aufsteigen.

## Erste Mannschaft

### Kader Saison 2025/26
(Stand: 1. August  2025)
| 01 | Kari Närdemann | Deutschland |
| 18 | Svea Resing    | Deutschland |
| 26 | Sarah Rolle    | Deutschland |

| 02 | Antonia Haase               | Deutschland          |
| 03 | Lina Backhaus               | Deutschland Japan    |
| 15 | Jana Heinen                 | Niederlande          |
| 17 | Ana Cristina Oliveira Leite | Portugal Deutschland |
| 25 | Leana Zaugg                 | Schweiz              |
| 31 | Franziska Wenzel            | Deutschland          |

| 05 | Lilian Huber   | Deutschland            |
| 06 | Janine Angrick | Deutschland            |
| 07 | Mara Kanoğlu   | Deutschland            |
| 08 | Alina Bantle   | Deutschland            |
| 10 | Anna Moczarski | Deutschland            |
| 14 | Lara Kirkby    | Australien Deutschland |
| 16 | Emely Joester  | Deutschland            |
| 20 | Amelie Fölsing | Deutschland            |
| 27 | Sarah Freutel  | Deutschland            |
| 29 | Anna Uebing    | Deutschland            |
| 30 | Lilith Schmidt | Deutschland            |

| 09 | Dörthe Hoppius              | Deutschland          |
| 11 | Cecilia Way                 | Kanada               |
| 21 | Anna Luisa Figueira Marques | Portugal Deutschland |
| 23 | Nina Lange                  | Deutschland          |
| 24 | Alina Angerer               | Deutschland          |
| 0- | Djellza Istrefaj            | Albanien Kosovo      |

#### Transfers der Saison 2025/26
Stand: 1. August 2025
| Zugänge | Abgänge |
| Sommerpause 2025 | Sommerpause 2025 |
| --- | --- |
| - Alina Bantle (SC Sand) - Djellza Istrefaj (SV 67 Weinberg) - Emely Joester (SGS Essen) - Lara Kirkby ( Adelaide United) - Ana Cristina Oliveira Leite ( BSC Young Boys) - Sarah Rolle (FSV Gütersloh 2009) - Lilith Schmidt (1. FC Köln) - Cecilia Way (SC Sand) - Leana Zaugg ( BSC Young Boys) | - Leonie Doege (Vertragsende; Ziel unbekannt) - Maja Hünnemeyer (FC Schalke 04) - Lucy Karwatzki (FC Schalke 04) - Nina Kerkhof (Vertragsende; Ziel unbekannt) - Michelle Klostermann (Vertragsende; Ziel unbekannt) - Pia Rybacki (FC Schalke 04) - Alessandra Vogel (FC Schalke 04) |

### Erfolge
- Meister Regionalliga West: 2013, 2024
- Westfalenpokal-Sieger: 2011, 2013, 2017

### Statistik
| Saison | Liga               | Sp   | S  | U | N  | Tore   | Punkte | Platz | DFB-Pokal          | weitere Wettbewerbe   | weitere Wettbewerbe | erfolgreichste Liga-Torschützin  | erfolgreichste Liga-Torschützin |
| --- | ------------------ | ---- | -- | - | -- | ------ | ------ | ----- | ------------------ | --------------------- | ------------------- | -------------------------------- | ------------------------------- |
| 2010/11 | Regionalliga West  | 26   | 19 | 3 | 4  | 68:17  | 60     | 2.    | 1. Runde           | Westfalenpokal        | Sieger              | Carolin Ekamp (11)               |                                 |
| 2011/12 | Regionalliga West  | 24   | 17 | 4 | 3  | 59:15  | 55     | 2.    | 1. Runde           | Westfalenpokal        | Achtelfinale        | Inga Hinkerode (15)              |                                 |
| 2012/13 | Regionalliga West  | 24   | 19 | 2 | 3  | 80:30  | 56     | 1.    | nicht qualifiziert | Westfalenpokal        | Sieger              | Dörthe Hoppius (16)              |                                 |
| 2013/14 | 2. Bundesliga Süd  | 22   | 10 | 3 | 9  | 37:29  | 33     | 6.    | Achtelfinale       | —                     | —                   | Sarah Grünheid (10)              |                                 |
| 2014/15 | 2. Bundesliga Nord | 22   | 8  | 7 | 7  | 40:44  | 31     | 7. 1. | 2. Runde           | —                     | —                   | Sarah Grünheid (13)              |                                 |
| 2015/16 | Regionalliga West  | 22   | 13 | 5 | 8  | 56:48  | 44     | 4.    | 1. Runde           | Westfalenpokal        | Viertelfinale       | Tiana Kalamanda (14)             |                                 |
| 2016/17 | Regionalliga West  | 26   | 11 | 6 | 9  | 63:40  | 39     | 6.    | nicht qualifiziert | Westfalenpokal        | Sieger              | Tiana Kalamanda (15)             |                                 |
| 2017/18 | Regionalliga West  | 26   | 16 | 4 | 6  | 63:40  | 52     | 2.    | 1. Runde           | Westfalenpokal        | 2. Runde            | Mara Wilhelm (15)                |                                 |
| 2018/19 | Regionalliga West  | 26   | 12 | 4 | 10 | 79:50  | 40     | 5.    | nicht qualifiziert | Westfalenpokal        | 2. Runde            | Gizem Kilic (22)                 |                                 |
| 2019/20 | Regionalliga West  | 16   | 8  | 4 | 4  | 44:24  | 28     | 4.    | nicht qualifiziert | Westfalenpokal        | 2. Runde            | Celine Demirönal (10)            |                                 |
| 2020/21 | Regionalliga West  | 5 2. | 5  | 0 | 0  | 25:3   | 15     | 2.    | nicht qualifiziert | Westfalenpokal        | abgebrochen 3.      | Laura Radke (7)                  |                                 |
| 2020/21 | Regionalliga West  | 5 2. | 5  | 0 | 0  | 25:3   | 15     | 2.    | nicht qualifiziert | Entscheidungsrunde 2. | Platz 3             | Laura Radke (7)                  |                                 |
| 2021/22 | Regionalliga West  | 28   | 20 | 6 | 2  | 88:19  | 66     | 2.    | nicht qualifiziert | Westfalenpokal        | Finalist            | Laura Radke (17)                 |                                 |
| 2022/23 | Regionalliga West  | 24   | 13 | 5 | 6  | 57:35  | 44     | 2.    | 2. Runde           | Westfalenpokal        | Finalist            | Svenja Streller (16)             |                                 |
| 2023/24 | Regionalliga West  | 24   | 22 | 2 | 0  | 109:12 | 68     | 1.    | 2. Runde           | Westfalenpokal        | Viertelfinale       | Dörthe Hoppius (31)              |                                 |
| 2024/25 | 2. Bundesliga      | 26   | 11 | 5 | 10 | 40:40  | 38     | 7.    | Achtelfinale       | —                     | —                   | Anna Luisa Figueira Marques (13) |                                 |
| 2025/26 | 2. Bundesliga      | 26   |    |   |    |        |        |       | DFB-Pokal 2025/26  | —                     | —                   |                                  |                                 |
| Anmerkung: Grün unterlegte Spielzeiten kennzeichnen einen Aufstieg, rot unterlegte Spielzeiten einen Abstieg. |                    |      |    |   |    |        |        |       |                    |                       |                     |                                  |                                 |

1. Der VfL Bochum meldete seine Frauenfußballmannschaft zur Saison 2015/16 nicht zur 2. Bundesliga, die Mannschaft stieg somit in die Regionalliga West ab.
2. Die Regionalligasaison 2020/21 wurde aufgrund der Corona-Pandemie abgebrochen. Der Aufstieg in die 2. Bundesliga 2021/22 wurde in einer Entscheidungsrunde ausgespielt.
3. Die Westfalenpokalsaison 2020/21 wurde aufgrund der Corona-Pandemie abgebrochen, nur zwei Spiele der 1. Runde fanden statt.

### Trainer
| Trainer           | von               | bis               |
| ----------------- | ----------------- | ----------------- |
| Roger Dorny       | 1. Juli 2010      | 30. März 2011     |
| Thomas Reis       | 30. März 2011     | 30. Juni 2011     |
| Arthur Matlik     | 1. Juli 2011      | 30. Juni 2013     |
| Sabrina Gesell    | 1. Juli 2013      | 30. Juni 2015     |
| Andreas Billetter | 1. Juli 2015      | 18. April 2016    |
| Heiko Küpper      | 19. April 2016    | 30. Juni 2017     |
| Maik Büsser       | 1. Juli 2017      | 7. November 2018  |
| Kelly Lorent      | 7. November 2018  | 19. November 2018 |
| Paul Müller       | 19. November 2018 | 30. Juni 2021     |
| Dimitrios Pappas  | 12. Juli 2021     | 31. Juli 2022     |
| Kyra Malinowski   | 1. August 2022    |                   |

## Zweite Mannschaft

### Erfolge
- Westfalenligameister: 2011/12, 2012/13

### Statistik
| Saison | Liga              | Sp | S  | U | N  | Tore  | Punkte | Platz |
| --- | ----------------- | -- | -- | - | -- | ----- | ------ | ----- |
| 2010/11 | Westfalenliga     | 26 | 10 | 6 | 10 | 44:30 | 36     | 8.    |
| 2011/12 | Westfalenliga     | 26 | 17 | 5 | 4  | 63:17 | 56     | 1.    |
| 2012/13 | Westfalenliga     | 26 | 21 | 4 | 1  | 99:22 | 67     | 1.    |
| 2013/14 | Regionalliga West | 26 | 15 | 5 | 6  | 53:30 | 50     | 4.    |
| 2014/15 | Regionalliga West | 26 | 11 | 3 | 12 | 53:52 | 36     | 7.2.  |
| 2015/16 | Westfalenliga     | 28 | 11 | 2 | 15 | 58:75 | 35     | 9.    |
| 2016/17 | Westfalenliga     | 28 | 7  | 7 | 14 | 42:70 | 28     | 12.   |
| 2017/18 | Westfalenliga     | 26 | 7  | 4 | 15 | 35:77 | 25     | 11.   |
| 2018/19 | Westfalenliga     | 26 | 10 | 3 | 13 | 42:51 | 33     | 7.    |
| 2019/20 | Westfalenliga     | 15 | 6  | 3 | 6  | 26:25 | 21     | 9.3.  |
| 2020/21 | Westfalenliga     | 6  | 1  | 2 | 3  | 9:20  | 5      | 14.4. |
| 2021/22 | Westfalenliga     | 28 | 10 | 2 | 16 | 33:70 | 29     | 11.   |
| 2022/23 | Westfalenliga     | 26 | 7  | 1 | 18 | 38:57 | 22     | 12.   |
| 2023/24 | Landesliga        | 24 | 13 | 2 | 9  | 61:35 | 41     | 6.    |
| Anmerkung: Grün unterlegte Spielzeiten kennzeichnen einen Aufstieg, rot unterlegte Spielzeiten einen Abstieg. |                   |    |    |   |    |       |        |       |

1. Die zweite Mannschaft durfte nicht aufsteigen, weil die erste Mannschaft des Vereins bereits in der Regionalliga West spielte.

2. Die zweite Mannschaft musste aufgrund des Rückzugs der ersten Mannschaft aus der 2. Bundesliga in die Westfalenliga absteigen.

3. Der FLVW gab am 13. März 2020 bekannt, den Spielbetrieb zunächst bis einschließlich 18. April 2020 auszusetzen. Bereits vor Ablauf der Frist teilte der DFB die geschlossene Entscheidung der 21 Landesverbände, den Spielbetrieb ab der Regionalliga abwärts bis auf Weiteres auszusetzen, mit. Auf einem außerordentlichen Verbandstag am 9. Juni wurde final über den Abbruch der Spielzeit entschieden. Es gab keine sportlichen Absteiger, die Abschlusstabelle wurde aufgrund der unterschiedlichen Anzahl von absolvierten Spielen mithilfe der Quotientenregel (erzielte Punkte durch absolvierte Spiele) errechnet.

4. Wegen der andauernden COVID-19-Pandemie wurde die Saison zunächst abgebrochen und später annulliert.

### Trainer
| Trainer            | von          | bis           |
| ------------------ | ------------ | ------------- |
| Hans Skopek        | 1. Juli 2010 | 30. Juni 2011 |
| Ralf Giera         | 1. Juli 2011 | 30. Juni 2015 |
| Udo Moths          | 1. Juli 2015 | 30. Juni 2016 |
| Florian Baumeister | 1. Juli 2016 | 30. Juni 2017 |
| Moritz Ecknig      | 1. Juli 2017 | 30. Juni 2018 |
| Thorsten Hohoff    | 1. Juli 2018 |               |

## Dritte Mannschaft

### Statistik
| Saison | Liga                           | Sp | S  | U | N  | Tore  | Punkte | Platz |
| --- | ------------------------------ | -- | -- | - | -- | ----- | ------ | ----- |
| 2010/11 | Landesliga Westfalen Staffel 2 | 28 | 7  | 6 | 15 | 40:78 | 27     | 12.   |
| 2011/12 | Landesliga Westfalen Staffel 2 | 24 | 12 | 6 | 6  | 55:35 | 42     | 5.    |
| 2012/13 | Landesliga Westfalen Staffel 2 | 24 | 9  | 5 | 10 | 51:42 | 32     | 7.    |
| 2013/14 | Landesliga Westfalen Staffel 2 | 26 | 17 | 5 | 4  | 75:26 | 56     | 2.    |
| 2014/15 | Landesliga Westfalen Staffel 2 | 30 | 14 | 3 | 13 | 73:40 | 45     | 7.    |
| Anmerkung: Grün unterlegte Spielzeiten kennzeichnen einen Aufstieg, rot unterlegte Spielzeiten einen Abstieg. |                                |    |    |   |    |       |        |       |

### Trainer
| Trainer         | von             | bis                |
| --------------- | --------------- | ------------------ |
| Werner Hoffmann | 1. Juli 2010    | 30. September 2010 |
| Willi Wernick   | 1. Oktober 2010 | 31. Dezember 2010  |
| Ester Hoolt     | 1. Januar 2011  | 30. Juni 2011      |
| Heiko Küpper    | 1. Juli 2011    | 30. Juni 2012      |
| Frank Landener  | 1. Juli 2012    | 30. Juli 2015      |

## Juniorinnen
Die U-17-Juniorinnen des VfL Bochum spielen in der B-Juniorinnen Regionalliga West.

### Statistik
| Saison | Liga                                  | Sp | S  | U | N  | Tore  | Punkte | Platz |
| --- | ------------------------------------- | -- | -- | - | -- | ----- | ------ | ----- |
| 2010/11 | B-Juniorinnen Regionalliga West       | 22 | 9  | 1 | 12 | 37:55 | 28     | 7.    |
| 2011/12 | B-Juniorinnen Regionalliga West       | 22 | 11 | 4 | 7  | 58:46 | 37     | 6.1.  |
| 2012/13 | B-Juniorinnen Bundesliga West/Südwest | 18 | 9  | 4 | 5  | 33:25 | 31     | 4.    |
| 2013/14 | B-Juniorinnen Bundesliga West/Südwest | 18 | 6  | 3 | 9  | 28:41 | 21     | 6.    |
| 2014/15 | B-Juniorinnen Bundesliga West/Südwest | 18 | 4  | 5 | 9  | 18:39 | 17     | 8.    |
| 2015/16 | B-Juniorinnen Bundesliga West/Südwest | 18 | 7  | 3 | 8  | 35:38 | 24     | 5.    |
| 2016/17 | B-Juniorinnen Bundesliga West/Südwest | 18 | 2  | 4 | 12 | 17:47 | 10     | 10.   |
| 2017/18 | B-Juniorinnen Regionalliga West       | 22 |    |   |    |       |        |       |
| Anmerkung: Grün unterlegte Spielzeiten kennzeichnen einen Aufstieg, rot unterlegte Spielzeiten einen Abstieg. |                                       |    |    |   |    |       |        |       |

1. In den Qualifikationsspielen des WFLV setzten sich die B-Juniorinnen des VfL Bochum mit zwei Siegen, einem 4:3 in Bochum und einem 1:0 in Aachen, gegen Alemannia Aachen durch und qualifizierten sich somit für die neugegründete B-Juniorinnen-Bundesliga.